# Fort Wayne
Fort Wayne je město v okrese Allen County ve státě Indiana ve Spojených státech amerických.
V roce 2021 zde žilo 265 974 obyvatel. S celkovou rozlohou 287,05 km² byla hustota zalidnění 883,8 obyvatel na km². Je druhým největším městem v Indianě.
Leží na soutoku řek St. Joseph River a St. Marys River, které zde vytvářejí řeku Maumee. Okolní krajinu formovalo zalednění v období wisconsinu, které vytvořilo populární turistickou atrakci Cedar Canyon.
Místo původně obývali Miamiové. V roce 1697 zde Francouzi založili pevnost a na jejím místě nechal roku 1794 postavit osadu generál Anthony Wayne, po kterém dostala jméno. V roce 1829 se Fort Wayne stalo městem. Hospodářský rozvoj umožnil průplav Wabash and Erie Canal a železniční trať z Pittsburghu do Chicaga. Přistěhovalci přicházeli především z Německa a Irska. Ve dvacátém století město vyniklo výrobou drátů pro firmu General Electric. V sedmdesátých letech začal útlum výroby a s ním přišly sociální problémy typické pro region Rezavého pásu. Od devadesátých let nastala diverzifikace ekonomiky, která úpadek města zastavila.
Je zde pohřben Jonathan Chapman, po němž je pojmenován městský park. V roce 1965 vznikla ve Fort Wayne dětská zoo. Kulturním centrem je Embassy Theatre s kapacitou 2471 míst. Nachází se zde také muzeum výtvarného umění, muzeum afroamerické historie a muzeum letectví. Významnými sakrálními stavbami jsou katolická katedrála Neposkvrněného početí a luteránský kostel sv. Pavla. Nejvyšší budovou ve městě je Indiana Michigan Power Center se 135 metry.
Vznikl zde basketbalový klub Detroit Pistons, který v roce 1957 přesídlil do Detroitu. 
Ve městě žije okolo šesti tisíc Barmánců, což je nejpočetnější komunita v USA.

## Osobnosti
- Carole Lombardová (1908–1942). americká herečka[7]
- Bruce Nauman (* 1941), americký výtvarný umělec[8]
- Ed Viesturs (* 1959), americký horolezec

## Partnerská města
- Takaoka, Japonsko (1976)
- Płock, Polsko (1990)
- Gera, Německo (1992)
- Tchaj-čou, Čína (2012)[9]